# Ford Capri EV
A Ford Capri EV egy akkumulátoros elektromos, kompakt crossover SUV (C-szegmens) autótípus, amelyet a Ford európai egysége gyárt. Németországban, a kölni karosszéria és szerelvényben gyártják és főleg Európában forgalmazzák. A Volkswagen-csoport MEB platformján alapul, és Volkswagen által szállított akkumulátorokat használ. A jármű egy korábbi Ford-modellnek, Ford Caprinak a nevét viseli, EV kiegészítéssel.

## Áttekintés

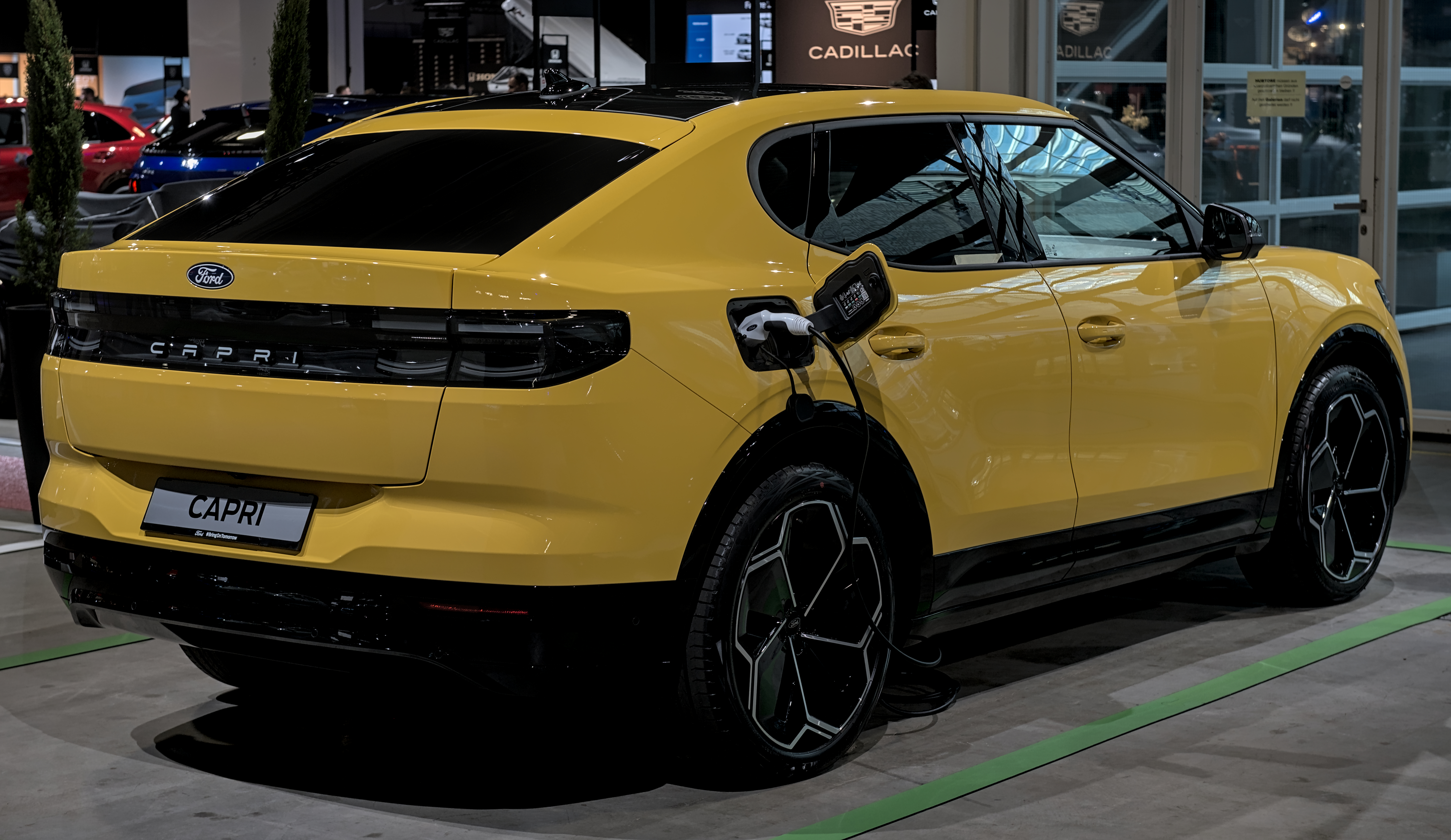
Hátulnézet, töltés közben

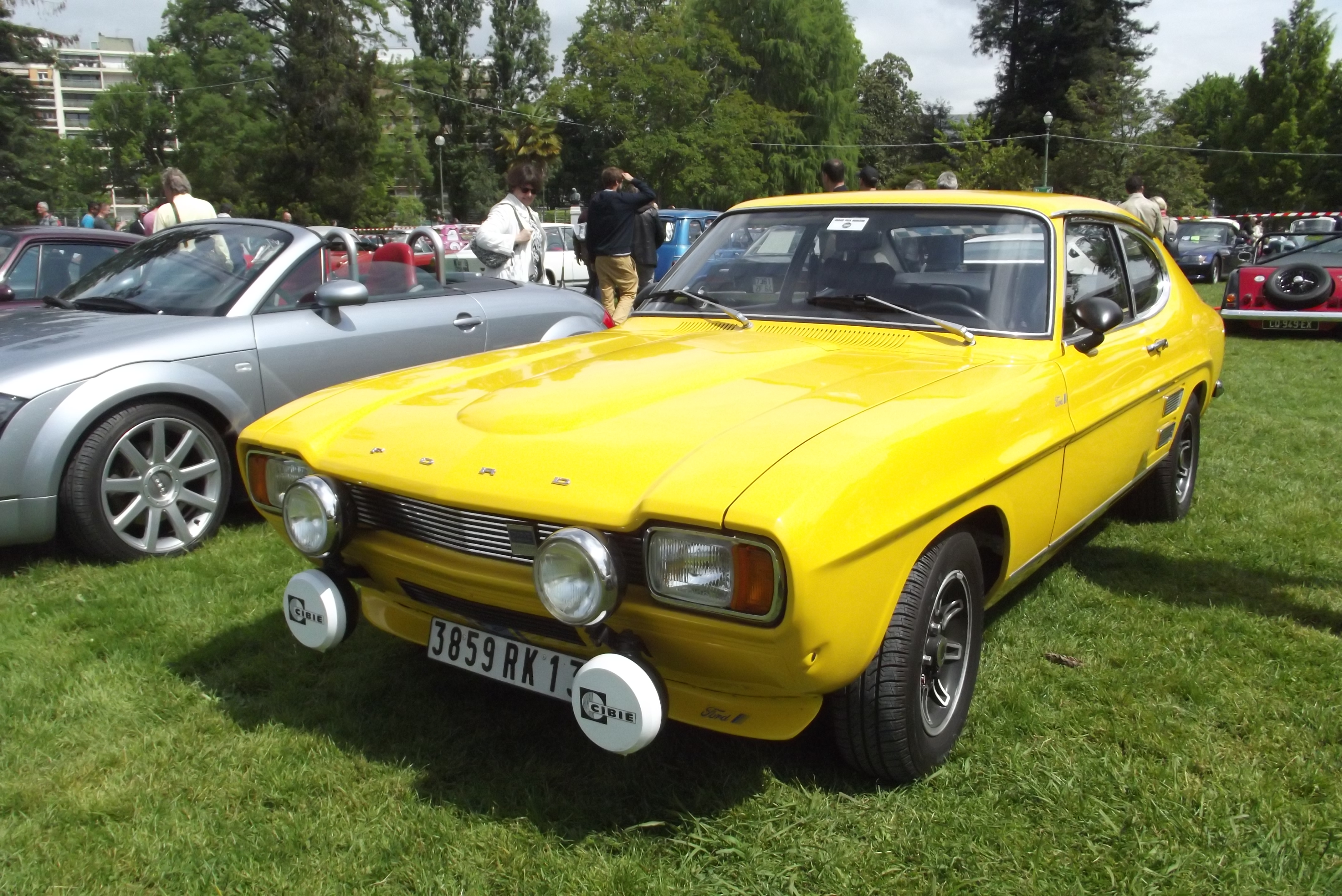
A Capri EV az eredeti Ford Capriból merített ihletet, amelyet a Ford of Europe gyártott 1968 és 1986 között.

2023 elején a feltételezések szerint a Ford újjáélesztheti Európában a Capri névtáblát elektromos sport crossover kupéként, hasonlóan a Puma névtábla 2019-es újjáélesztéséhez. Bár a Capri nevet a Ford nem erősítette meg, ehelyett a 2024-es hivatalos bemutatás előtt Sport Crossover nevet kapta, a jármű a Volkswagen Group MEB platformján alapulna, és megosztaná a 2024-es Ford Explorer EV technológiáját és dizájnjait. Később 2023 novemberében lefényképeztek egy álcázott , gyártás előtti járművet Köln környékén.   A járművet 2024. július 10-én mutatták be.
Amko Leenarts, a Ford Europe formatervezési igazgatója szerint a Capri a Ford Hero Nameplates stratégiájának része, amelynek célja olyan egyedi járművek létrehozása, amelyek kitűnnek egymástól és a versenytársak közül. Kijelenti, hogy a Ford számára az volt a kihívás, hogy elkerülje a retró autók gyártását, és ehelyett egy modern járművet hozzon létre, amely az Aspirer vásárlót célozza meg, aki a modern technológia korai alkalmazója.

### Design
A Capri számos stíluselemet kölcsönzött az Explorer EV-től, és több karosszériaelem is megoszlik a két modell között, például a motorháztető, az első sárvédők és az ajtók. Az Explorer EV-hez képest a Capri EV felfüggesztése 10 mm-rel alacsonyabb és merevebb a beállítás.
A külső négy LED-es fényszóróelemet egy vízszintes fekete hűtőrács köti össze, amelyek visszatekintenek egy olyan részlethez, amely az 1980-as években vált ikonikussá. Oldalán az eredeti modellhez hasonló kupé sziluett, az oldalablakokon egyedi Capri Swoosh felirattal. A hátsó burkolat tükrözi az elejét, LED-es hátsó lámpákkal, amelyek négy elemre oszlanak, amelyek egy teljes szélességű fekete burkolathoz kapcsolódnak. A fényes fekete díszítőelem mögött Capri felirat található, a hátsó ablaktörlő pedig kimaradt, nehogy „megzavarja az autó sima profilját”. Az első és a hátsó lámpák a „kutyacsont” effektust a fényes fekete díszítőelemekhez kapcsolják, a harmadik generációs Capri négyes fényszóró-kialakítást kívánják megismételni.

### Belső tér
A Capri belseje emberközpontú és minimalista szemlélettel bír. 5 hüvelykes digitális műszercsoporttal, állítható 15 hüvelykes Sync Move érintőképernyővel, valamint Bang and Olufsen hangsugárzóval rendelkezik, amely a műszerfal tetején húzódik át. A Capri egy új, „Sensical” nevű anyagot használ, amely bőrmentes, és része a Ford fenntarthatósági céljainak.
Az érintőképernyőt hátranyomva megjelenik egy zárható tárolóhely, az úgynevezett „saját szekrényem” USB-portokkal. Két tárolórekesz van; az egyik vezeték nélküli telefontöltéssel, a másik pedig kivehető pohártartóval rendelkezik, mivel az európai fogyasztók visszajelzései szerint a tárolást preferálják a pohártartókkal szemben. Van egy MegaConsole 17 literes tárolóterület az első középső kartámasz alatt, elsőként az autóiparban.
A kormánykerék harmadik küllője fémhatású, a Cortina Mark II-re visszamenőleg fúrt lyukakkal, amelyekre az eredeti Capri is épült, az alapmodellhez pedig alapfelszereltség a vintage csíkos vászonülések.

## Fordítás
Ez a szócikk részben vagy egészben  a   Ford Capri EV című angol Wikipédia-szócikk ezen változatának fordításán alapul.  Az eredeti cikk szerkesztőit annak laptörténete sorolja fel. Ez a jelzés csupán a megfogalmazás eredetét és a szerzői jogokat jelzi, nem szolgál a cikkben szereplő információk forrásmegjelöléseként.